# Louis Weiss (produtor)
Louis Weiss (21 de dezembro de 1890 – 14 de dezembro de 1963) foi um produtor cinematográfico estadunidense independente, que atuou através de produtoras e distribuidoras durante um período que se estendeu de 1915 até os anos 1960. Louis, auxiliado por seus irmãos Adolph e Max Weiss, produziu e distribuiu cerca de 200 longa-metragens, seriados e centenas de filmes de curta-metragem em suas companhias produtoras e distribuidoras.

## Irmãos Weiss
Adolph, Max e Louis Weiss eram filhos de Samuel e Lena Weisz, que imigraram da Hungria para os Estados Unidos em 1883, e radicaram-se em Nova Iorque, onde Samuel trabalhou em uma fábrica de roupas. Adolph nascera na Hungria em 1879; Max e Louis nasceram nos Estados Unidos; Max em 1886 e Louis em 1890. Havia também uma irmã, Anna.

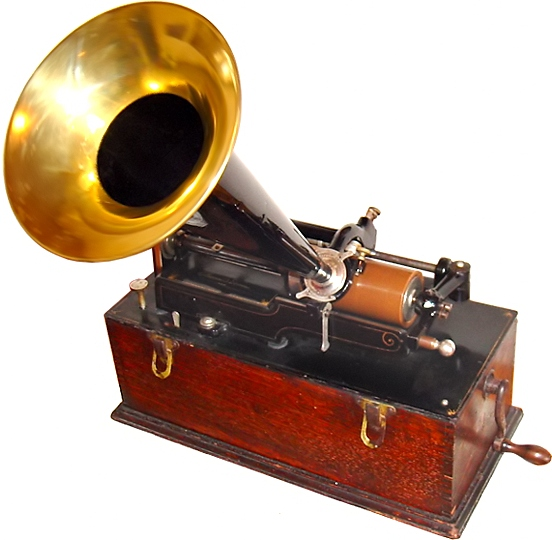
O fonógrafo de Thomas Edison, que serviu de ponto inicial para o contacto dos irmãos Weiss com o cinema, quando Adolph Weiss comprou a franquia para a sua venda na Filadélfia.

Adolph e Max não se casaram, mas Louis casou com Ethel, uma ex-integrante do Ziegfeld Follies sob o nome de solteira Esther Gruber, e com ela teve os filhos Adrian (1918-2001), que trabalhou na produção e distribuição de filmes; Peggy Pearl Weiss (1921-1993), e Samuel Martin “Marty” Weiss (1926- ). Adrian Weiss e sua esposa, também chamada Ethel, tiveram os filhos Steven, que formou a Weiss Global Enterprises com seu pai em 1971, Lawrence e Karen.
Adolph Weiss era um empresário brilhante. Na adolescência, fez uma parceria com Samuel Goldhor na Welsbach Lamp e Fixture Company (Companhia de patentes de Carl Auer von Welsbach), na 3rd. Avenida e 11 St., em Nova Iorque. Em 1900, aos 21 anos, Adolph começou a comprar várias franquias dos fonógrafos de Thomas Edison e da Victor Talking Machine, além do departamento de "máquinas falantes" da Western Electric Co. Ele abriu o Western Talking Machine Co. na Filadélfia, várias lojas de fonógrafos em Nova Iorque e Filadélfia, e a Victor Jobbing Agency, na South 9th St., em Filadélfia, que atuou como agente para os fabricantes de fonógrafos e produtos relacionados. Ele trouxe os irmãos mais novos para suas empresas, e os ensinou a gerir negócios de varejo e mais tarde os transformou em parceiros.
Em 1907, Adolph trouxe seus irmãos para seu novo empreendimento de entretenimento, a exposição de filmes, embora Louis continuasse vendendo fonógrafos pelo menos por alguns anos. Eles operavam pelo menos 16 cinemas em Manhattan, Brooklyn, Long Island, Nova Jérsei e Connecticut.
Os irmãos decidiram começar a produzir filmes em 1915, e formaram a Clarion Photoplays e, logo depois, a Weiss Brothers – Artclass Pictures. Adolph era tesoureiro e responsável pela titulação, Max presidente e regulador da distribuição em todo o mundo e Louis foi o irmão que mais se interessou pela produção de filmes e foi vice-presidente, responsável pela produção.

## Produção cinematográfica
Weiss Brothers Artclass Pictures Corporation foi a companhia cinematográfica estadunidense fundada pelos irmãos Adolph, Louis e Max Weiss, especializada em produção e distribuição de filmes.
Operando inicialmente sob nomes tais como Superior Talking Films, Stage and Screen Productions, Artclass Productions, Exploitation Pictures, Consolidated Pictures, International Pictures Corporation, Clarion Photoplays, Numa Pictures Corporation, os irmãos Weiss produziram uma variedade de filmes de baixo orçamento. Os únicos registros de sua existência encontram-se em alguns anúncios e impressões de filmes sobreviventes. Embora a maioria dos produtores mais pobres apresentassem filmes com cerca de sessenta minutos, os filmes de Weiss duravam pouco mais de cinquenta minutos.
Posteriormente sob o nome mais conhecido e atuante, a Weiss Brothers Artclass Pictures Corporation, sua atuação intensificou-se entre os anos 1919 e 1926. A Louis Weiss & Co. e a (Louis) Weiss Productions (às vezes creditada como Adventure Serials Inc.), de propriedade de Louis Weiss, atuaram como distribuidoras e eventualmente produtoras, até o início dos anos 60.
As produções dos irmãos Weiss foram creditadas, em alguns filmes, como Clarion Photoplays, tais como Flirting with the Movies, que foi creditada como Clarion Photoplays, em 1919. Outros filmes da Weiss Brothers também creditados Clarion Photoplays foram Sawing a Lady in Half (1922), The Law Demands (1924) e Fangs of the Wolf (1924).
Em 1920, os irmãos Weiss formaram a Numa Pictures Corporation, uma companhia produtora e distribuidora cinematográfica em atividade entre 1920 e 1921.
A Artclass Pictures Corporation esteve em atividade entre 1919 e 1926, sob administração de Louis Weiss, ao lado de seus irmãos. O escritório da companhia era em Longacre Building, 42nd Street and Broadway, em Nova Iorque, e o estúdio em Yonkers, Nova Iorque. A partir de 1922, tornou-se a Weiss Brothers Artclass Pictures Corporation, nome com que ficou mais conhecido e que atuou até por volta de 1929. Além dos três irmãos, o estúdio contou com a supervisão de produção de George M. Merrick.
Louis Weiss foi o proprietário, também, da companhia Louis Weiss & Co., que atuou posteriormente na distribuição de filmes, até os anos 1960 (Louis Weiss faleceu em 1963).
A (Louis) Weiss Productions foi a produtora de filmes e seriados a partir dos anos 1930, tais como The Amazing Exploits of the Clutching Hand, em 1936, The Black Coin em 1936 e Jungle Menace, em 1937. Algumas vezes creditada como Adventure Serials Inc.

## Filmes
It May Be Your Daughter
A distribuição da Artclass foi baseada no “State’s Rights”, o método de distribuição usual utilizada pelos produtores independentes de baixo orçamento, o que lhes permitiu vender suas produções para cinemas regionais por um preço pré-determinado. Seu primeiro lançamento foi um drama de exploração de escravos, “It May Be Your Daughter” (Clarion/1916), escrito por George Merrick (que se tornaria um freqüente colaborador de Weiss na década de 1950) e que foi produzido por uma organização chamada “Moral Uplift Society”, embora mais tarde Louis Weiss dissesse que foi a Clarion Photoplays que realmente produziu o filme. O filme enfrentou problemas de censura desde o início e foi banido em Nova Iorque e todo o Reino Unido.
Lançamentos subseqüentes incluíram uma série de “Lilliputian Comedies”, que é considerada perdida; um mistério, "The Open Door" (Robertson-Cole Pictures Corporation/1919); e outro filme, desta vez um drama de temperança, “It Might Happen to You” (Artclass/1920).
The Revenge of Tarzan

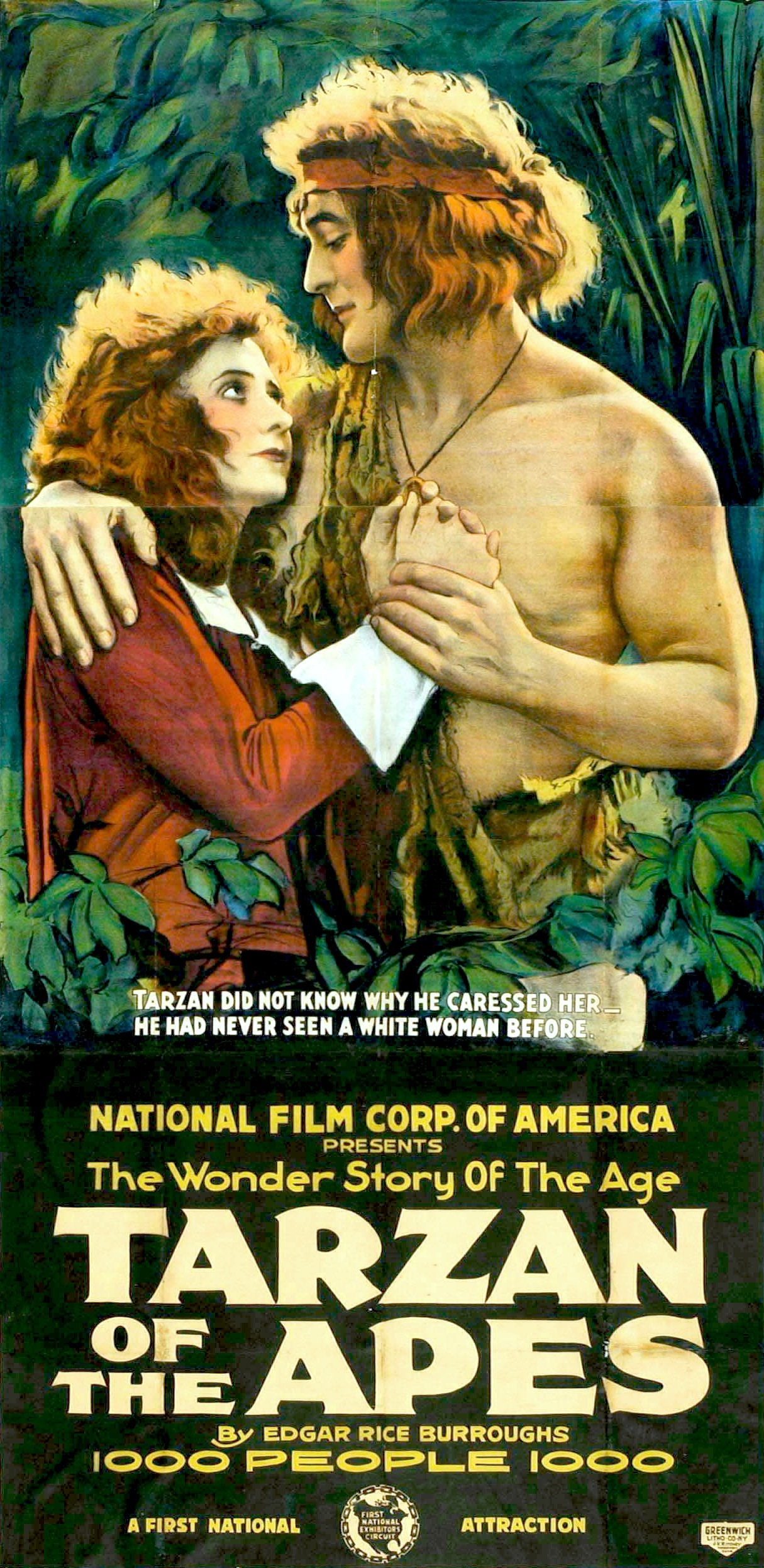
Tarzan of the Apes, filme de 1918, produzido pela National, que apresentou Elmo Lincoln como o primeiro Tarzan do cinema. A presença de Lincoln, assim como o sucesso do filme, levariam a Weiss Brothers e a Great Western a fazer o seriado The Adventures of Tarzan, em 1921.

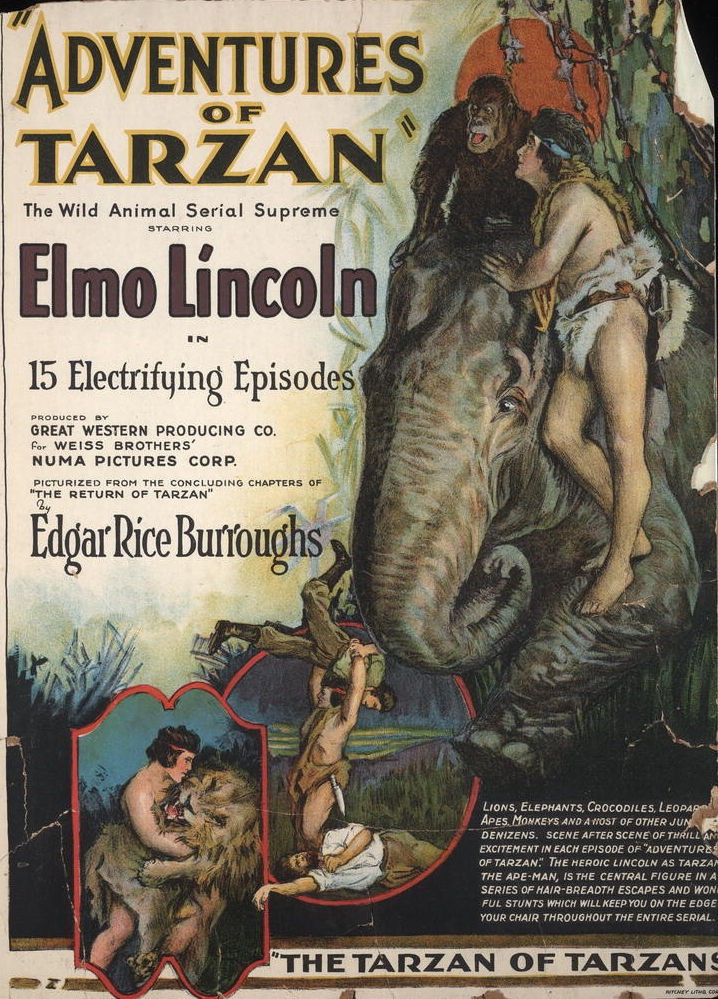
The Adventures of Tarzan, seriado produzido em 1921 por Louis Weiss em conjunto com a Great Western Producing Company.

Em 1919, a Numa Pictures Corp., que pertencia à Weiss Company, adquiriu os direitos do romance de Edgar Rice Burroughs, “The Return of Tarzan”. Weiss Brothers produziram o filme em um estúdio em Yonkers, com locações na Flórida, Balboa, Califórnia e no zoológico L-KO Motion Picture Company, em Los Angeles. O filme foi vendido para a Goldwyn Pictures, e o título foi mudado para “The Revenge of Tarzan”, para que o público não o acreditasse como uma reedição do original “Tarzan of the Apes” (National Film Corp/1918). Anunciado como tendo os custos de $300.000, de acordo com ERBzine, foi o quarto maior lucro em 1921.
The Adventures of Tarzan
O próximo desafio de Weiss foi um seriado em 15 capítulos, “The Adventures of Tarzan” (Artclass/ 1921) produzido em conjunto com Great Western Producing Co. O sucesso do seriado The Son of Tarzan, de 1920, inspirara a Great Western Producing Company a procurar o criador de Tarzan, Edgar Rice Burroughs, na tentativa de produzir um novo seriado. No entanto, os direitos relativos a Tarzan ainda estavam retidos pela Numa Pictures Corporation, dos irmãos Weiss, após o filme The Revenge of Tarzan. Quando a Numa Pictures descobriu que a Great Western tinha Elmo Lincoln, o primeiro Tarzan das telas, assinou um acordo segundo o qual a Great Western produziria o filme, enquanto a Numa trataria da distribuição. Max foi para a Europa e vendeu com sucesso o seriado. Em 1928, foi relançado em uma versão com 10 capítulos e novamente em 1935, com uma trilha sonora adicionada. Só esta versão mais curta sobrevive. Cenas do seriado foram reutilizadas muitas vezes em posteriores produções de Bros Weiss. Mais da metade da produção de "The White Gorilla" (Landres-Weiss/ 1946), era composta de imagens de arquivo do antigo seriado, e a versão em DVD oferece alguns fragmentos da série original como uma característica especial.
After Six Days
Em 1922, os irmãos Weiss compraram os direitos estadunidenses do épico italiano "La Bibbia" (Appia Nuova/ 1920), supostamente filmado no Egito e Palestina. A ArtClass já o tinha em circulação, através do National Non-Theatrical Pictures, Inc., como “The Holy Bible in Motion Pictures”, em 30 rolos separados, cada um contando uma história bíblica específica, serializada para escolas e igrejas em episódio semanal. A ArtClass o cortou para 11 bobinas e o reintitulou “After Six Days”, acompanhada de uma campanha de anúncio elaborado divulgando “uma Weiss Production” e "um entretenimento de $3.000.000 para centenas de milhões". O plano de lançamento foi decidido com uma premiere na English’s Opera House, em Indianápolis, em 22 de outubro de 1922, considerando que o teatro só tinha permitido a apresentação de dois filmes anteriores, “The Birth of a Nation”, de D. W. Griffith, e "Way Down East" (U.A./ 1920). Em seguida, foram marcadas datas em Minneapolis, Cleveland e Detroit. “After Six Days” não foi exibido em Nova York até 15 de dezembro de 1922, quando foi exibido na Columbia University Graduate School of Journalism.
Em 1923, houve problemas, pois a Famous Players-Lasky acusou a Artclass de expandir o título para “After Six Days, Featuring Moses and the Ten Commandments”, a fim de capitalizar a versão de Cecil B. DeMille de “The Ten Commandments” (Paramount/1923), uma afirmação sustentada pelo “National Vigilance Committee”, que afirmou que o título confundiria o público. Weiss Brothers negou veementemente as acusações, mas removeu todas as referências do título, mantendo-se firmes na decisão durante anos, porque eles não podiam pagar uma batalha legal com um grande estúdio. “The History of the Bible in Motion Pictures” continuou sendo apresentada nos cinemas através da década de 1920. “After Six Days” provou ser uma sempre atual produção da Artclass, e foi relançado na década de 1930, numa versão com música, narração e efeitos especiais.
Sawing a Lady in Half
A próxima produção da Artclass foi um drama na selva, “The Woman Who Believed” (Artclass/1922). Então, houve polêmica e problemas jurídicos novamente, desta vez em torno de um curta-metragem. “Sawing a Lady in Half” (Clarion/1922) (em tradução para a língua portuguesa, “serrando uma senhora ao meio", também conhecido como “Sawing a Lady in Half, How It is Done”, ou “Sawing a Lady in Half - Exposed”, para satisfazer questões de censura em determinados estados) apresentava o mágico John Coutts expondo a ilusão celebrizada pelo mágico Horace Goldin. Goldin anteriormente obtivera liminar contra outro mago que executara a ilusão, porém Coutts modificara um pouco o desempenho. Goldin entrou com uma ação, alegando que o filme violara, entre outras coisas, os direitos autorais de uma versão filmada, que ele supostamente depositara no escritório de direitos autorais em 1921, e que com a exposição do filme, Coutt comprometera seriamente seu contrato com o Keith Circuit (o que era verdade) onde ele tinha sido uma atração consistente por algum tempo. Entretanto, o advogado de Weiss o defendeu com sucesso, argumentando que Goldin não originara o ato, e que a base daquela ilusão poderia ser rastreada até o Egito de 3766 a.C. No entanto, Goldin ganhou com recurso do Supremo Tribunal de Nova York, onde foi decidido que os anteriormente chamados comparáveis atos argumentados pelo advogado do Clarion tinham pouca ou nenhuma relação com a ilusão de Goldin, e que o título do filme fora uma tentativa óbvia para capitalizar sobre o ato de Goldin e deveria ser alterado. Esse fato ainda é considerado um caso histórico relativamente aos direitos intelectuais para métodos de magia (em 1923, Goldin depositara um pedido de patente para o dispositivo específico usado na ilusão, do que ele mais tarde se arrependeu, pois a ilusão tornou-se parte do registro público).
Between Two Worlds
Alfred Weiss (que não tinha nenhuma relação com os Weiss Brothers) começou sua carreira cinematográfica em 1904, e em 1922 ele foi muito tempo uma figura reconhecida na indústria. Ele conhecia a Weiss Bros. desde 1921, quando a Goldwyn Pictures, da qual Alfred foi um dos fundadores, comprou “The Revenge of Tarzan” da Artclass. Em novembro de 1922 ele anunciou sua saída da Goldwyn para se tornar o novo presidente e gerente geral da Artclass. Alfred proclamou a distribuição de produções tais como “Der müde Tod”, do alemão Fritz Lang, também conhecido como "Destiny" (Decla-Bioscope/ 1921). Apesar de produzido em um país com que os EUA ainda estavam amargamente ressentidos, estreou no Capitol Theatre, em Nova Iorque. O filme foi relançado pela Artclass em 1928 como “Between Two Worlds”.
Westerns
Entre 1924 e 1926, a Artclass lançou perto de 50 westerns, a maioria produzida pela Action Pictures, de Lester F. Scott, Jr., e muitas apresentavam "Buffalo Bill, Jr." (Bill Drake) (alguns anos mais tarde, Louis Weiss comprou o nome e o personagem "Buffalo Bill, Jr."), Wally Wales (Hal Taliaferro) e Buddy Roosevelt, com a futura estrela Jean Arthur fazendo par romântico.
Curta-metragens e seriados
Eles começaram a produzir seus próprios curta-metragens de um rolo: “Guess Who” (1925), “The Scandal of America” (1926), “Screen Star Sports” (1926), “Radio Personalities” (1926-7), “Embarrassing Moments” (1928) e “Grimm’s Fairy Tales” (1927). O maior sucesso da Artclass foi uma série de comédia pastelão produzida entre 1926-28: “Ben Turpin Comedies” e “Snub Pollard Comedies”, estrelada por fiéis da comédia silenciosa; quadrinhos como “Poodles Hanneford Comedies” e “Jimmy Aubrey Comedies”; e seis outras séries, “Hairbreadth Harry Comedies”, “Winnie Winkle Comedies”, “Izzie and Lizzie Comedies”, “Crackerjack Comedies”, “Lucky Strikes Comedies” e “Barnyard Animal Comedies”.
Três seriados de 10 capítulos, “Perils of the Jungle” (1927), “Police Reporter” (1928) e “The Mysterious Airman” (1928), completam os lançamentos da Artclass na era muda.
Unmasked
Unmasked (1929), filme com o personagem Craig Kennedy, que já aparecera e voltaria a aparecer em vários filmes e seriados, tem sido referido como o último filme da Weiss Brothers Artclass Pictures, porém consta o filme Without Honor, com Harry Carey e Mae Busch, produzido pela Weiss Brothers em 1932. Com relação à distribuição, a Weiss Brothers Artclass Pictures distribuiu filmes até por volta de 1936, sendo a última referência The Crooked Trail, filme produzido pela Supreme Pictures e lançado em 1936, tendo a Weiss Brothers como uma das distribuidoras.
Jungle Menace
A Columbia Pictures decidiu, em 1937, entrar no campo dos seriados, com o tema da selva, competindo principalmente com a Universal Pictures e a Republic Pictures. Contratou Louis Weiss e escolheu Frank Buck para seu primeiro papel dramático. Jungle Menace, produzido pela Weiss Productions (sob o nome Adventure Serials Inc.) e distribuído pela Columbia Pictures, foi um sucesso, atraindo mais do que o número típico do público juvenil para seus 15 capítulos semanais. Expositores imediatamente se convenceram que a Columbia entrara adequadamente no campo serial, onde continuaria ativa através de meados da década de 50 até que a forma de filmes em seriado chegasse ao seu final.

## Great Western Producing Company
A Great Western Producing Company iniciou suas atividadesm em 1919. Ficava na 6100 Sunset Boulevard, e era propriedade dos Weiss Brothers, juntamente com Oscar e Louis Jacob, envolvendo também os irmãos Julius e Abe Stern, que em 1917 haviam fundado a Century Comedies, no 6100 Sunset Boulevard.
Foi responsaável pela produção de 6 filmes entre 1919 e 1926, três deles seriados
Filmografia
- Smashed Back (1926)
- The Man from New York (1923)
- The Adventures of Tarzan (1921)
- The Revenge of Tarzan (1920)
- Elmo the Fearless (1920)
- Elmo the Mighty (1919)